# Symphonie no 2 de Rubinstein
Océan
Pour les articles homonymes, voir Symphonie no 2.
La Symphonie no 2 dite « Océan » op. 42, en do majeur, est une symphonie d'Anton Rubinstein. Composée en 1851, elle comporte quatre mouvements. Présentée à Liszt à qui il la dédie par la suite, elle est créée à Saint Petersbourg le 3 mars 1852.

## Contexte
Cette symphonie est à programme, son idée principale est la "relation entre l'homme et les forces élémentaires de la mer", la conclusion finale étant la "victoire de l'esprit humain sur l'océan".
Il est un fait intrigant qui est que lorsque Rubinstein a écrit Océan, il n'avait jamais vu l'océan. Il avait vu la mer Baltique, traversé la Manche et visité la Scandinavie à l'adolescence, mais n'avait jamais été exposé à l'immensité de l'Atlantique.
À la suite de cette symphonie, Rubinstein en compose une nouvelle en 1853 en si bémol majeur qui est créée en mars 1853 à Saint-Pétersbourg. Mais déçu de cette symphonie, Rubinstein ne la publie pas. La symphonie suivante en la majeur, écrite en 1855, sera nommée symphonie n°3, enterrant définitivement l'existence de cette symphonie. Sauf que, en 1861, il récupère le premier mouvement qu'il édite seul sous le titre "Ouverture de Concert". En 1863, il récupère les second et troisième mouvements qu'il incorpore dans sa seconde symphonie, entre le 3ème et le 4ème mouvement. Ainsi, cette symphonie abandonnée n'aura connu que son dernier mouvement non édité. Cette deuxième version datée donc de 1863 comporte six mouvements.
En 1880, une troisième version est éditée. En effet, Rubinstein ajoute un nouveau mouvement à programme, décrivant une tempête en mer, qu'il incorpore entre le 1er et le second mouvement. Il fait ainsi coïncider le nombre des mouvements avec le nombre d'océans.

## Analyse de l'œuvre

### Les 3 versions
- Première édition : 1852 (environ 40/45 minutes)

1. Allegro maestoso en ut majeur
2. Adagio non tanto en mi mineur
3. Allegro en sol majeur
4. Adagio - Allegro con fuoco en ut majeur

- Seconde édition : 1863 (environ 55/60 minutes)

1. Allegro maestoso en ut majeur
2. Adagio en ré majeur (Mouvement supplémentaire)
3. Allegro en sol majeur (Troisième mouvement de la première édition)
4. Adagio en mi mineur (Second mouvement de la première édition)
5. Scherzo : Presto en fa majeur (Mouvement supplémentaire)
6. Adagio - Allegro con fuoco en ut majeur

- Troisième édition : 1880 (environ 73 minutes)

1. Moderato assai en ut majeur
2. Lento assai en la mineur (Mouvement supplémentaire)
3. Andante en ré majeur
4. Allegro en sol majeur
5. Andante en mi mineur
6. Scherzo : Allegro en fa majeur
7. Andante - Allegro con fuoco en ut majeur

### Instrumentation
Identique dans les 3 versions.
| Instrumentation de la Symphonie no 2                                 |
| Bois                                                                 |
| 1 piccolo, 2 flûtes, 2 hautbois, 2 clarinettes, 2 bassons            |
| Cuivres                                                              |
| 4 cors, 2 trompettes, 3 trombones (2 ténors et 1 basse), 1 tuba      |
| Percussions                                                          |
| timbales                                                             |
| Cordes                                                               |
| premiers violons, seconds violons, altos, violoncelles, contrebasses |

### Description
- Version de 1852 [1]

Le premier mouvement de la symphonie est le plus impressionnant. Tchaïkovski en admirait le premier thème, qui allie grandeur, expressivité, noblesse, beauté et un grand potentiel d'altération et de développement avec la plus grande lucidité et simplicité. C'est un thème court basé sur les étapes d'une triade et représentant l'étendue infinie de la mer. Ce thème est traité dans différentes tonalités, conservées dans plusieurs colorations modales, timbrales et registraires et sur des fonds divers. Le paysage marin change constamment, du bleu marine le plus calme aux nuages noirs couverts et au bleu clair brillant. Utilisant des moyens et des dispositifs très simples, le jeune compositeur a pu décrire les couleurs instables, variables et changeantes de la mer et ainsi incarner le programme de ce mouvement qu'il a appelé "la vie et le mouvement de l'eau et de l'air, des vagues et du vent". La partie secondaire lyrique de ce mouvement rappelle une romance à tonalité russe. Ici, les inventions audacieuses du compositeur combinent et élaborent des matériaux thématiques très disparates, une partie principale classique et une romance urbaine, à base secondaire. Un traitement répété de diverses modifications du thème principal et de ses différents motifs lie le premier mouvement de la symphonie, en faisant un tout intégré et complet.
Le deuxième mouvement est une spéculation lyrique. L'épigraphe de ce mouvement, tel que présenté par l'auteur, est "profond est la mer, profond est l'âme humaine, les sentiments - comme les vagues". Les parties d'encadrement de l'andante sont concentrées sur le caractère contemplatif et auto-absorbé ; au milieu, la coloration émotionnelle acquiert un ton légèrement plus brillant avec une touche d'extase. Tout le deuxième mouvement est constitué de dialogues (la voix intérieure d'une personne plongée dans ses pensées) présentés sur un fond "marin" ondulant.
La danse énergique, dont l'épigraphe est "cortège festif de Neptune, avec un cortège coloré de tritons", vive et pleine d'humour du troisième mouvement (identifié initialement comme intermezzo) fait écho à l'humour beethovenien. Tchaïkovski considérait ce mouvement comme un scherzo caractéristique qui "reproduit de manière très élastique la gaieté et les danses rugueuses des marins".
La conclusion de la symphonie, incarnée dans le finale, n'est pas perçue comme une glorification de l'homme et de la victoire qu'il remporte sur la mer, mais plutôt comme une prière élogieuse à Dieu pour avoir accordé la victoire à l'homme. Contrairement aux intentions du compositeur, la conclusion de base objective de la symphonie se rapproche davantage de la perspective de Mendelssohn que de celle de Beethoven.
- Version de 1880[3]

Le premier mouvement offre une image évocatrice de la mer, magnifiquement travaillée et, il faut l'admettre, avec une grande clarté de la forme et de la texture que Mendelssohn aurait approuvée. Sa conclusion triomphale laisse place à une ambiance plus contemplative d'un contraste presque sinistre dans le second mouvement avant que la tempête en mer ne nous emporte.
Les eaux se calment pour permettre un troisième mouvement d'une distribution plus gaie, dans laquelle les tempêtes peuvent encore s'immiscer, toute turbulence apaisée par le thème serein du hautbois et la mélodie rhapsodique des cordes. Néanmoins le danger potentiel de la mer demeure, même dans les mesures finales du mouvement.
Le quatrième mouvement de la symphonie est un allegro enjoué, dont l'invention mélodique russe rappelle Tchaikosvky, élève de Rubinstein. Il y a quelque chose de presque lyrique dans l'Andante dramatique qui suit, à la fois dans les grandes lignes mélodiques et dans les réminiscences des thèmes antérieurs.
Le sixième mouvement est un scherzo, dans lequel Tachikovsky décela une joyeuse danse de marin, qui cède la place à un doux trio. Le dernier mouvement ramène le voyageur des sept mers à la maison, le danger maintenant passé et les tempêtes oubliées.

## Réception
La première version fut jouée à Leipzig le 16 novembre 1854 par le Gewandhaus orchester sous la direction du compositeur et est considérée comme la première symphonie d'un compositeur russe à être jouée à l'étranger.
La second version est créée le 31 mars 1873 à New York, avec le compositeur à la baguette du "Theodore Thomas Orchestra".
Cette symphonie eut un succès remarquable, avec plus de 200 représentations documentées, elle fut parmi les 15 symphonies les plus jouées durant la seconde moitié du XIXe siècle, rivalisant avec celles de Beethoven, Mendelssohn, Schumann et Brahms.
Elle fut très appréciée en son temps, notamment par Tchaikovsky qui en admirait son premier mouvement et dont il écrivit dans une lettre datée du 24 juin 1878 à Nadejda von Meck : "Quelle belle pensée fraîche dans la première partie de l'"Océan" de Rubinstein !", mouvement que Mahler dirigea d'ailleurs lors d'un concert en mémoire de Rubinstein en 1894.
Le grand musicologue et critique allemand Hermann Kretzschmar affirma en 1887 que la Deuxième Symphonie était devenue « un bien commun du monde musical » et garantit l'immortalité du compositeur : « Le premier mouvement de cette symphonie Océan prouve que Rubinstein est l'un des plus grands inventeurs musicaux des temps modernes : une musique ingénieuse et riche, portée par une ambiance puissante, conçue de manière grandiose, dotée d'idées musicales heureuses et particulièrement vives, mais réalisé de façon quelque peu inégale.» 
Un critique américain, commentant l'exécution de la symphonie par le New York Philharmonic Orchestra dirigé par Vassili Safonov en 1907, décrivit la Symphonie Océan comme "la meilleure œuvre orchestrale de Rubinstein, dans laquelle s'ajoutent la compétence et la puissance de leur développement, à la signification des thèmes".

## Discographie
Version de 1852 :
- Orchestre symphonique du ministère de la Culture de l'URSS dirigé par Fuat Mansurov (1982) - Melodiya
- Orchestre symphonique d'État (Russie) dirigé par Igor Golovchin (1993) - Russian Disc réédité par Delos
- Orchestre symphonique de Wuppertal dirigé par George Hanson (2017) - Musikproduktion Dabringhaus Und Grimm

Version de 1880 :
- Orchestre symphonique de Westphalie (Recklinghausen) dirigé par Richard Kapp (1972) - Decca (Seuls les mouvements 1,3,4,6 et 7 ont été enregistrés)
- Orchestre de la Philharmonie Slovaque dirigé par Stephen Gunzenhauser (1987) - Marco Polo / Naxos